# Mindoro
Mindoro is een eiland in de Filipijnen. Het is 9735 km² groot en heeft ruim 1 miljoen inwoners. Het eiland is opgedeeld in de twee provincies: Occidental Mindoro en Oriental Mindoro. De hoofdsteden van deze twee provincies zijn respectievelijk Mamburao en Calapan. Het eiland behoort tot de noordelijke groep eilanden en ligt ten zuiden van Luzon, het grootste eiland van de Filipijnen.

## Geografie

### Topografie
Het eiland Mindoro ligt tussen 13°31,9' en 12°12,4' noorderbreedte en 120°18,0' en 121°33,4' oosterlengte. Het eiland wordt gescheiden van Luzon in het noorden en noordoosten door de Verde Island Passage, van de Rombloneilanden en Panay in het zuidoosten door de Straat Tablas en van Calamianeilanden in het zuidwesten door de Straat Mindoro. Andere eilanden in de buurt zijn de Lubang-eilanden in het noorden en Marinduque in het noordoosten.
Mindoro is met een oppervlakte van 9.735 km² het op zes na grootste eiland van de Filipijnen. Het eiland is 110 km lang van noord naar zuid en ongeveer 80 km van oost naar west. Een bergketen van noord naar zuid scheidt de laaggelegen gedeelten aan de west- en de oostkust. De hoogste berg van Mindoro is de 2.582 meter hoge Mount Halcon.

### Bestuurlijke indeling
Mindoro is opgedeeld in twee provincies Occidental Mindoro en Oriental Mindoro. Deze provincies zijn weer onderverdeeld in 23 gemeenten en 1 stad:

#### Stad
- Calapan (Oriental Mindoro)

#### Gemeenten
| - Abra de Ilog (Occidental Mindoro) - Baco (Oriental Mindoro) - Bansud (Oriental Mindoro) - Bongabong (Oriental Mindoro) - Bulalacao (Oriental Mindoro) - Calintaan (Occidental Mindoro) - Gloria (Oriental Mindoro) - Magsaysay (Occidental Mindoro) - Mamburao (Occidental Mindoro) - Mansalay (Oriental Mindoro) - Naujan (Oriental Mindoro) - Paluan (Occidental Mindoro) | - Pinamalayan (Oriental Mindoro) - Pola (Oriental Mindoro) - Puerto Galera (Oriental Mindoro) - Rizal (Occidental Mindoro) - Roxas (Oriental Mindoro) - Sablayan (Occidental Mindoro) - San Jose (Occidental Mindoro) - San Teodoro (Oriental Mindoro) - Santa Cruz (Occidental Mindoro) - Socorro (Oriental Mindoro) - Victoria (Oriental Mindoro) |

## Economie
De belangrijkste inkomstenbron van het eiland is de landbouwsector. Producten afkomstig van Mindoro zijn bijvoorbeeld vruchten zoals citrus, bananen, lanzones, ramboetan en kokosnoten, maar ook rijst, maïs, suikerriet en pinda's. Daarnaast zijn veel inwoners van Mindoro visser, veehouder of kippenboer.
Een andere belangrijke pijler van de lokale economie is het toerisme. Vooral het Apo Reef National Park, Lubang, Puerto Galera, Sabang en Mount Halcon zijn grote trekkers.

## Geschiedenis
De anatomisch moderne mens vestigde zich uiterlijk tegen 35.000 BP op Mindoro. Opgravingen in grotten en abri's langs de kust toonden een cultuur die zee- en landdieren exploiteerde en die ingebed was in maritieme netwerken.

## Fauna
Mindoro vormt samen met een aantal kleinere omliggende eilanden een aparte biogeografische regio in de Filipijnen, omdat het eiland in de periode met een laag zeeniveau in het Pleistoceen niet met andere eilanden verbonden was. Deze regio heeft overeenkomsten met Groot-Luzon (de twee regio's delen bepaalde Apomys- en Crocidura-soorten en het geslacht Chrotomys), maar herbergt ook unieke dieren als de tamaroe, Anonymomys en Rattus mindorensis, waarvan de verwantschappen eerder in op Groot-Palawan, in de Grote Soenda-eilanden en op het Aziatische vasteland dan in de rest van de Filipijnen moeten worden gezocht.

## Voetnoten
1. ↑  Alfred F. Pawlik, Riczar B. Fuentes, Marie Grace Pamela G. Faylona, Trishia Gayle R. Palconit en Tanya Uldin, "Chronology and ecology of early islanders in the Philippines: The Mindoro Archaeology Project" in: Archaeological Research in Asia, vol. 42, juni 2025, DOI:10.1016/j.ara.2025.100616